# 帶紋吉氏胎䲁
帶紋吉氏胎䲁（學名：Gibbonsia metzi），為輻鰭魚綱䲁形目胎䲁科吉氏胎䲁屬的一個種，分布於東太平洋加拿大不列顛哥倫比亞省到墨西哥下加利福尼亞州海域，深度0至9公尺，本魚體延長且側扁，尾鰭與胸鰭圓形，體紅色或褐色, 有較暗色調的弱條紋，背鰭硬棘34-37枚、背鰭軟條7-10枚、臀鰭硬棘2枚、臀鰭軟條24-27枚，體長可達24公分，棲息在潮間帶海藻生長的潮池，以多毛類為食，雌魚產附著性卵，雄魚會守護卵，幼魚為浮游性，生活習性不明。